# 2020 PP1
2020 PP1とは、アポロ群に分類されている地球近傍天体の小惑星であり、一時的な地球の準衛星となっている。地球には12を超える準衛星が知られており、そのうちのいくつかは準衛星と馬蹄形軌道の状態が定期的に切り替わっている。

## 発見
2020 PP1は、2020年8月12日に、J. Bulger、T. Lowe、A. Schultz、M. Willmanがパンスターズで観測して発見された。2021年1月20日の時点で、6日間の観測期間で34回観測されている。

## 軌道
2020 PP1とは、現在アポロ群に分類されている（地球の軌道を横断しているが、公転周期は1年より長くなっている）。軌道長半径は1.001715天文単位で、地球の軸（0.999789天文単位）と似ているが、離心率（0.07384）と軌道傾斜角（0.07384°）は地球の方が低い。アテン群の軌道とアポロ群の軌道を交互に繰り返しているが、軌道は完全には安定しておらず、地球の一時的な準衛星と見なすことができる。その軌道は(469219) 2016 HO3と似ている。

## 物理的特性
絶対等級は26.9で、直径は9–22メートルの範囲内とされている（アルベドを0.04–0.20と仮定した場合）。